# Vittorio de Filippis
Pour les articles homonymes, voir De Filippis.
Vittorio de Filippis, né le 25 juillet 1959 dans le 18e arrondissement de Paris, est un journaliste français.
Docteur en économie[Où ?][Quand ?], il entre en 1983 à Libération. Parce qu'il était président de la SCPL (société civile des personnels de Libération), il a été nommé président-directeur général et directeur de la publication de ce journal pendant la transition July - Joffrin, de juin à décembre 2006. Il est maintenant chef du service Monde de Libération.
Son interpellation, et la façon dont elle s'est déroulée, le vendredi 28 novembre 2008 à raison d'un mandat d'amener dans une affaire de diffamation concernant Xavier Niel, fondateur de Free, a provoqué des remous dans la presse et la classe politique,.
Louis-Marie Horeau, commentant cette affaire pour Le Canard enchaîné, souligne que « la technique qui consiste à faire enfermer quelques heures, dans une cellule puante, un citoyen qui vous a manqué de respect est utilisée avec bonheur par des milliers de policiers sans que cet exploit justifie le 20 heures de TF1 et encore moins un communiqué de l'Élysée ».